# Mårten Reutercrantz
 Mårten Reutercrantz, född 3 mars 1635, död 13 november 1680 i Stockholm, var en svensk ämbetsman, herre till Stensjö i Rytterne socken i Västmanland.

## Biografi
Reutercrantz var 1658 kornett vid Upplands ryttare och blev hovstallmästare 1672. Han blev häradshövding i Tjust och Tunalän i Småland 1677. Samma år utnämndes han till landshövding i Närkes och Värmlands län. Han kvarstannade på denna post till sin död 1680. Han är mest känd för att han "lärde konung Karl XI att rida".
Mårten Reutercrantz var son till Esbjörn Mårtensson (adlad Reutercrantz, egentligen Ryttarecrantz) och Magdalena Svahn som var dotter till borgmästaren i Västerås Aron Persson. Han var från 1671 gift med Vendela Hammarskjöld (1646-1729) som var dotter till landshövdingen Peder Hammarskjöld. Paret fick sonen Carl 1680-1753 som blev hovstallmästare. 
Hustrun Vendela Hammarskjöld gav 1711 450 daler kopparmynt till ett stipendium för en studerande från Kalmar län och Linköpings stift dessutom skrev hon 1722 ett testamente där hon gav godsen Tuna herrgård, Virbo och Misterhult till sin kusin, översten Carl Gustaf Hammarskjölds söner. Vendela Hammarskjöld är begraven i Hammarskjöldska graven i Tuna kyrka.